# Parc d'État de Beaver Creek Valley
Le Parc d'État de Beaver Creek Valley (en anglais :Beaver Creek Valley State Park) est une réserve naturelle située dans l'État du Minnesota aux États-Unis, dans le comté de Houston.